# The Purge: Anarchy
The Purge: Anarchy är en amerikansk skräckfilm från 2014 i regi av James DeMonaco, som även står för skrivandet av manuset till hela filmen. Filmen är en uppföljare till filmen The Purge från 2013 (även den skriven och regisserad av DeMonaco), och är den andra filmen i hela The Purge-serien. Bland de större rollerna i filmen syns Frank Grillo, Carmen Ejogo, Zach Gilford, Kiele Sanchez, och Michael K. Williams. Även skådespelaren Edwin Hodge, som spelade rollen som Dante Bishop i den föregående filmen, medverkar i denna film, fast denna gång under krediteringen som "främling".
Filmen hade biopremiär i USA den 18 juli 2014, med Universal Studios som ansvarig utgivare. Den svenska biopremiären ägde rum tolv dagar senare, det vill säga den 30 juli 2014.

## Rollista (i urval)
| - Frank Grillo – Leo Barnes - Carmen Ejogo – Eva Sanchez - Zach Gilford – Shane - Kiele Sanchez – Liz - Zoë Soul – Cali Sanchez - Justina Machado – Tanya - John Beasley – Papa Rico Sanchez - Jack Conley – Big Daddy - Noel G. – Diego | - Cástulo Guerra – Barney - Michael K. Williams – Carmelo Johns - Edwin Hodge – Dante Bishop (under krediteringen "Främlingen") - Roberta Valderrama – Lorraine - Niko Nicotera – Roddy - Brandon Keener – Warren Grass - Amy Price-Francis – Mrs. Grass - Nicholas Gonzalez – Carlos - Chad Morgan – Janice |